# Milešovské středohoří
Milešovské středohoří je geomorfologický podcelek ve střední a jihozápadní části Českého středohoří. Jméno je odvozeno od nejvyšší hory v Českém středohoří Milešovky (836,6 m n. m.).
Rozloha podcelku je 544,73 km², střední výška dosahuje 331,7 metrů a střední sklon 6°44’’. Nachází se především na levém břehu řeky Labe. Středohoří je tvořeno především výraznými vulkanickým kužely, kupami a krátkými hřbety. Rozsáhlá část povrchu leží na křídových usazeninách. Milešovské středohoří se dělí na čtyři okrsky: Kostomlatské středohoří, Teplické středohoří, Bořeňské středohoří a Ranské středohoří.
Sousedním podcelkem je Verneřické středohoří.